# Chewas
Les Chewas (ou AChewa) sont un groupe ethnique bantou d'Afrique australe, vivant principalement au Malawi où ils forment le groupe le plus nombreux. Ils sont également présents en Zambie, au Mozambique et à un moindre degré au Zimbabwe. Les Chewa sont étroitement liés aux peuples des régions environnantes, tels que les Tumbuka et les Nsenga. Historiquement, ils sont également apparentés aux Bembas, avec lesquels ils partagent une originaire similaire en République démocratique du Congo. Comme pour les Nsenga et les Tumbuka, une petite partie du territoire chewa a subi l'influence des Ngoni, qui était d'origine zouloue, venant du Natal ou du Transvaal. Un autre nom, souvent utilisé de manière interchangeable avec Chewa, est Nyanja. Leur langue est appelée chewa. Au niveau international, les Chewas sont principalement connus pour leurs masques et leurs sociétés secrètes, appelées nyau, ainsi que pour leurs techniques agricoles.
Les Chewa (comme les Nyanja, Tumbuka, Senga (en), Nsenga, Mang'anja) sont un vestige du peuple ou de l'empire Maravi (Malawi). En 1993 leur nombre total était évalué à plus de deux millions.
Il existe deux grands clans Chewa, le clan Phiri et le clan Banda, avec une population de 1,5 million de personnes. Les Phiri sont associés aux rois et à l'aristocratie, les Banda aux guérisseurs et aux mystiques.

## Ethnonymie
Selon les sources et le contexte, on observe différentes formes : Acewa, Achewa, Ambravi, Ancheya, Atshewa, Cewa, Cewas, Chewas, Chipeta, Chua, Cipeta, Maravi, Masheba, Sheva, Tchewa, Tshewa, Zimba.

## Histoire
La tradition orale des Chewas peut être interprétée comme faisant référence aux origines de Malambo, une région du peuple Luba en République démocratique du Congo, d'où ils ont émigré vers le nord de la Zambie, puis vers le sud et l'est dans les hauts plateaux du Malawi. Ce peuplement s'est produit quelque temps avant la fin du premier millénaire. Après avoir conquis des terres sur d'autres peuples bantous, ils se sont regroupés à Choma, un lieu associé à une montagne dans le nord du Malawi et au plateau du nord-est de la Zambie.
Il s'agit de l'une des nombreuses interprétations des premiers documents oraux des Chewas. Le premier royaume chewa est établi quelque temps avant ou après 1480. Au XVIe siècle, il existait deux systèmes de gouvernement, l'un maintenu par le clan Banda à Mankhamba (près de Nthakataka), et l'autre par le clan Phiri à Manthimba (en). Les Phiri sont associés à la montagne malawienne Kaphirintiwa.
Au XVIIe siècle, lorsque l'État du « Malawi » est unifié, les Portugais établissent des contacts avec les Chewas. Bien que les Portugais n'aient pas atteint le cœur de la chefferie, des contacts entre 1608 et 1667 sont bien documentés. En 1750, plusieurs dynasties « malawites » ont consolidé leurs positions dans différentes parties du centre du Malawi ; cependant, les Chewas ont réussi à se distinguer de leurs voisins par la langue, par des marques de tatouage spéciales (mphini) et par un système religieux basé sur les sociétés secrètes (nyau).

## Langue
Leur langue est le chewa (ou nyanja), une langue bantoue dont le nombre total de locuteurs était estimé à  8 659 700 au début des années 2000. Ils étaient sept millions au Malawi (2001), 803 000 en Zambie (2001), 599 000 au Mozambique (2006) et 252 000 au Zimbabwe (recensement de 1969). Mais tous les locuteurs ne sont pas des Chewas.

## Culture
Les femmes occupent une place particulière dans la société et les croyances chewas. Elles sont reconnues comme les reproductrices de la lignée (Bele), qui est une famille élargie de personnes liées au même ancêtre. En tant que société matrilinéaire, les droits de propriété et les droits fonciers sont hérités par la mère. Bele signifie « descendants du même sein ». Les enfants d'une même mère ou d'une même femme (Lubele la achite) forment une famille de dépendants ou Mbumba. Les frères aînés des mères, appelés Nkoswe, sont les gardiens de la lignée et les mentors des fils de leurs sœurs.
Lorsque les récoltes sont vendues, le revenu de la vente appartient à la femme de la maison.
Le village était dirigé par un chef (Mfumu), un poste auquel tout villageois de bonne moralité pouvait aspirer. Les chefs de village et les femmes chefs étaient subordonnés aux chefs régionaux (Mwini Dziko), eux-mêmes subordonnés aux chefs suprêmes. La subordination signifiait le paiement régulier d'un tribut, ainsi que la volonté de fournir des hommes en temps de guerre.
Les masques chewa, notamment ceux utilisés lors des rites nyau, sont réputés.

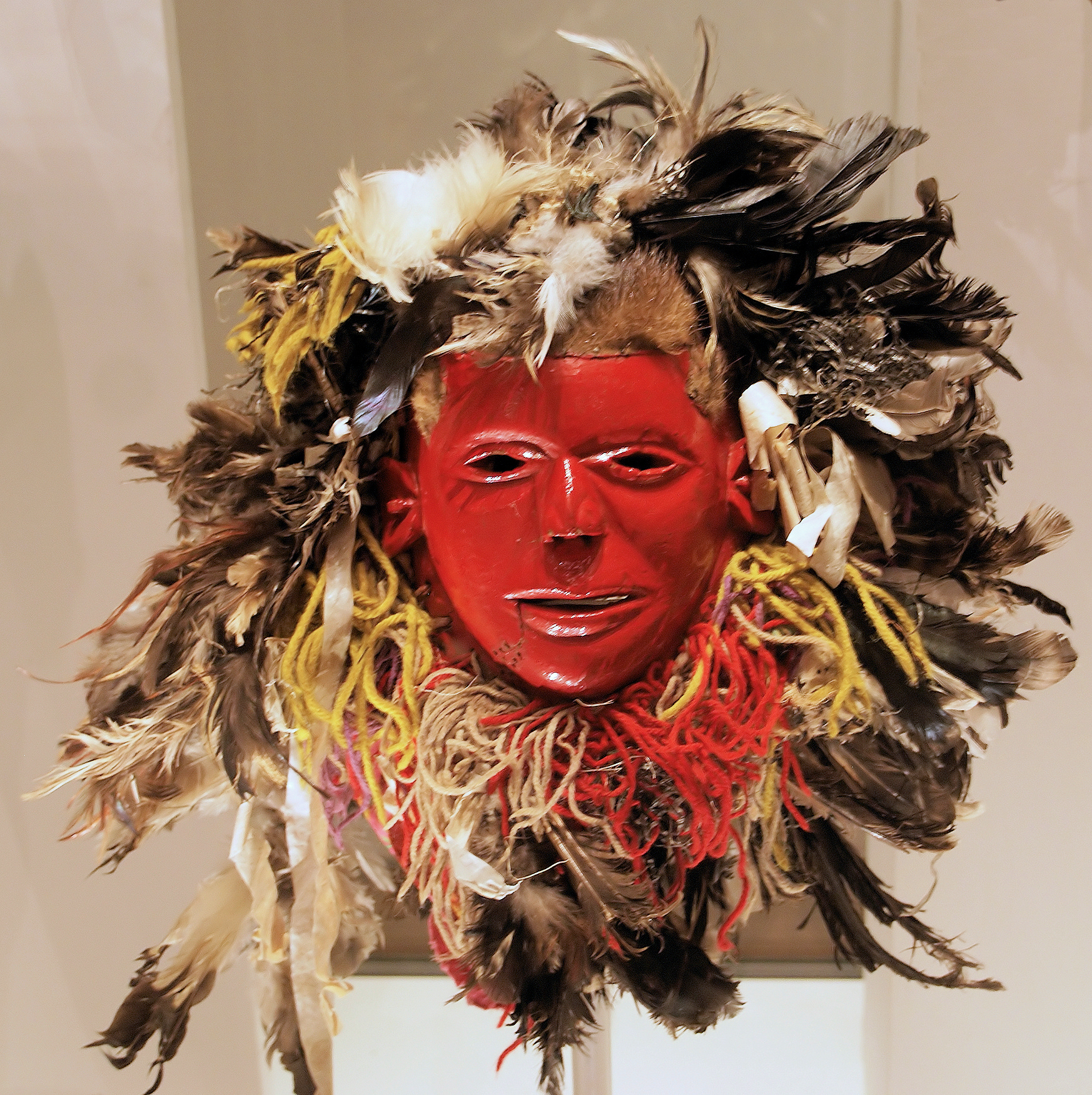
Masque de cérémonie nyau (British Museum)
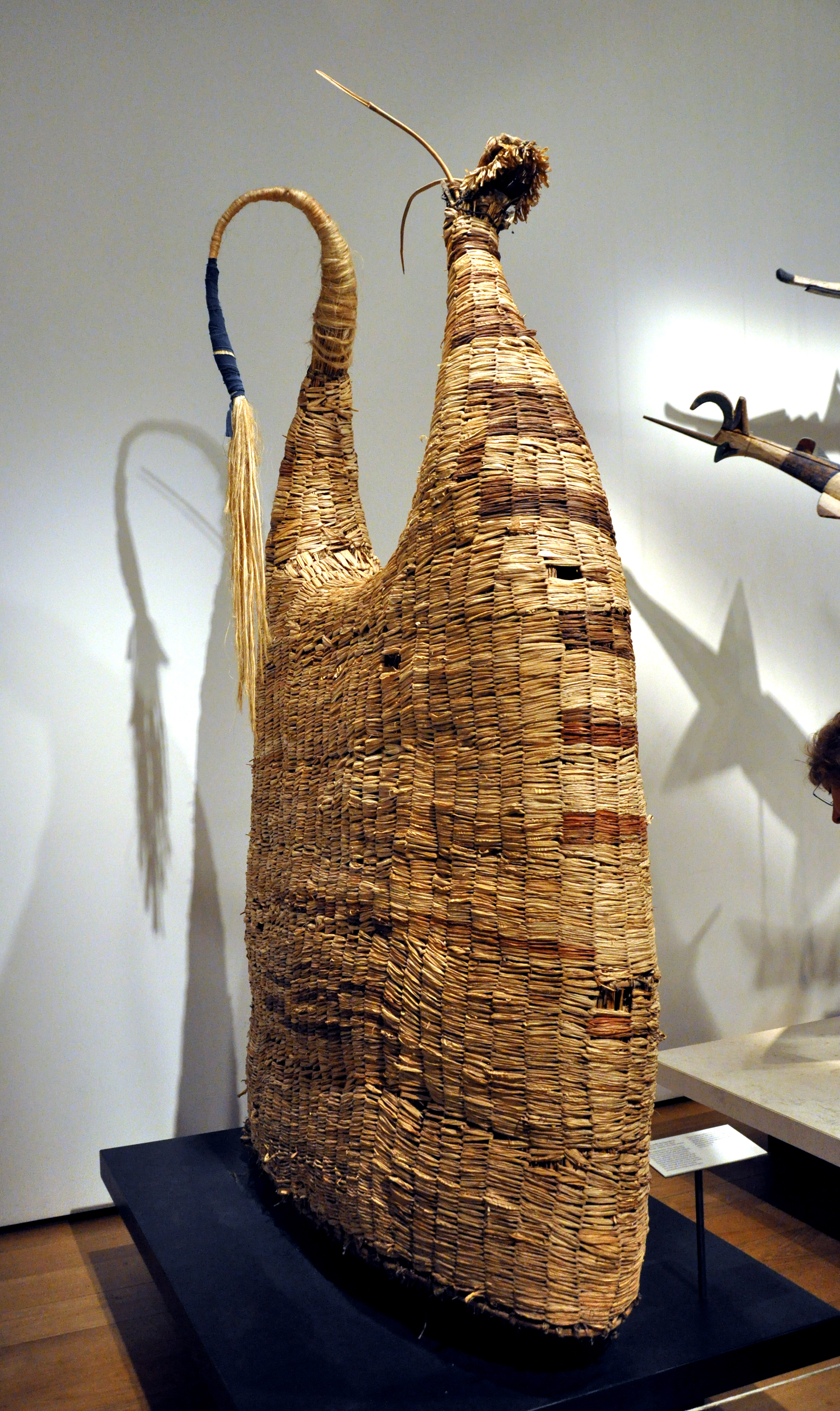
Costume de cérémonie nyau (British Museum)
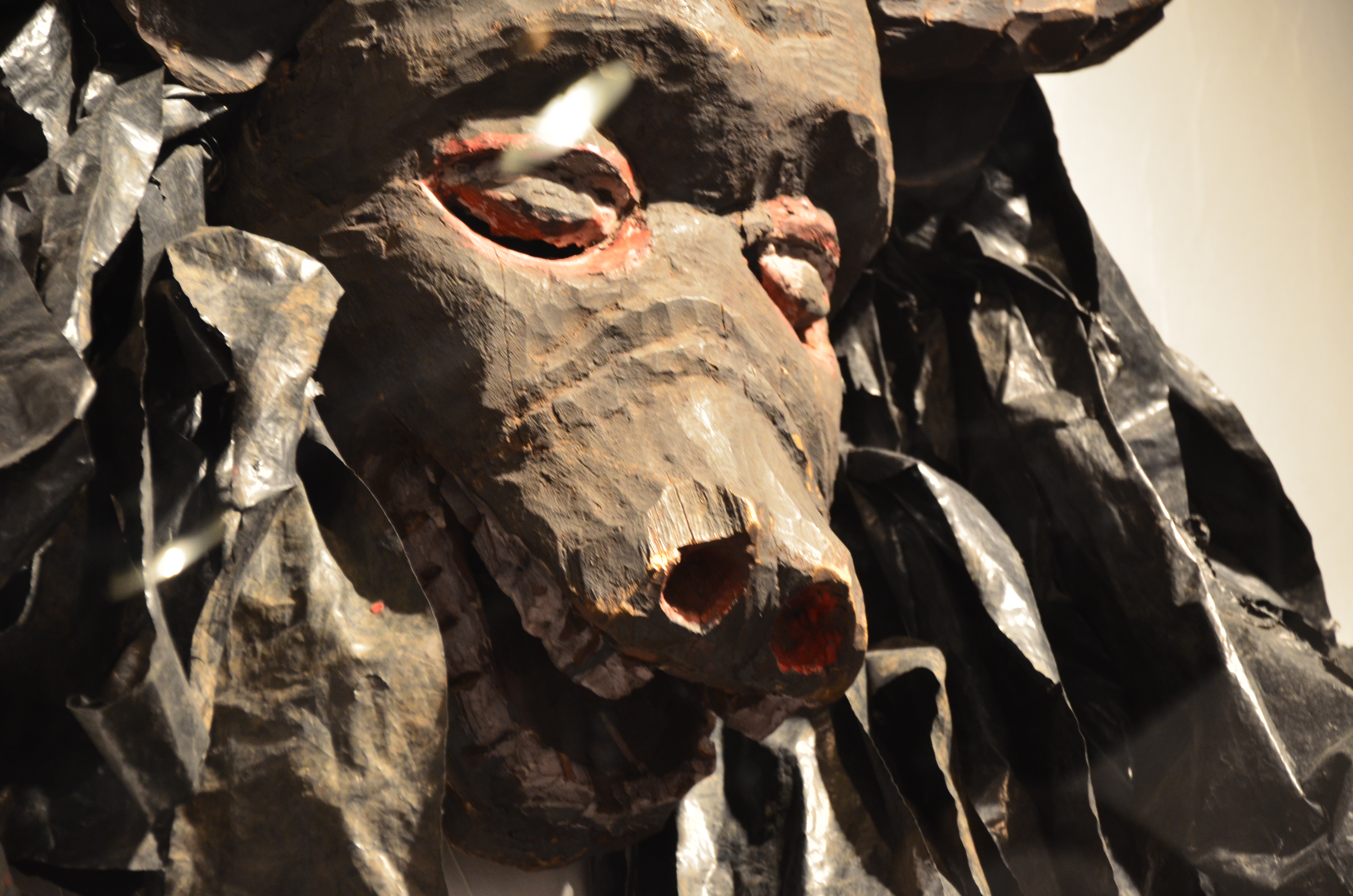
Masque gule wamkulu
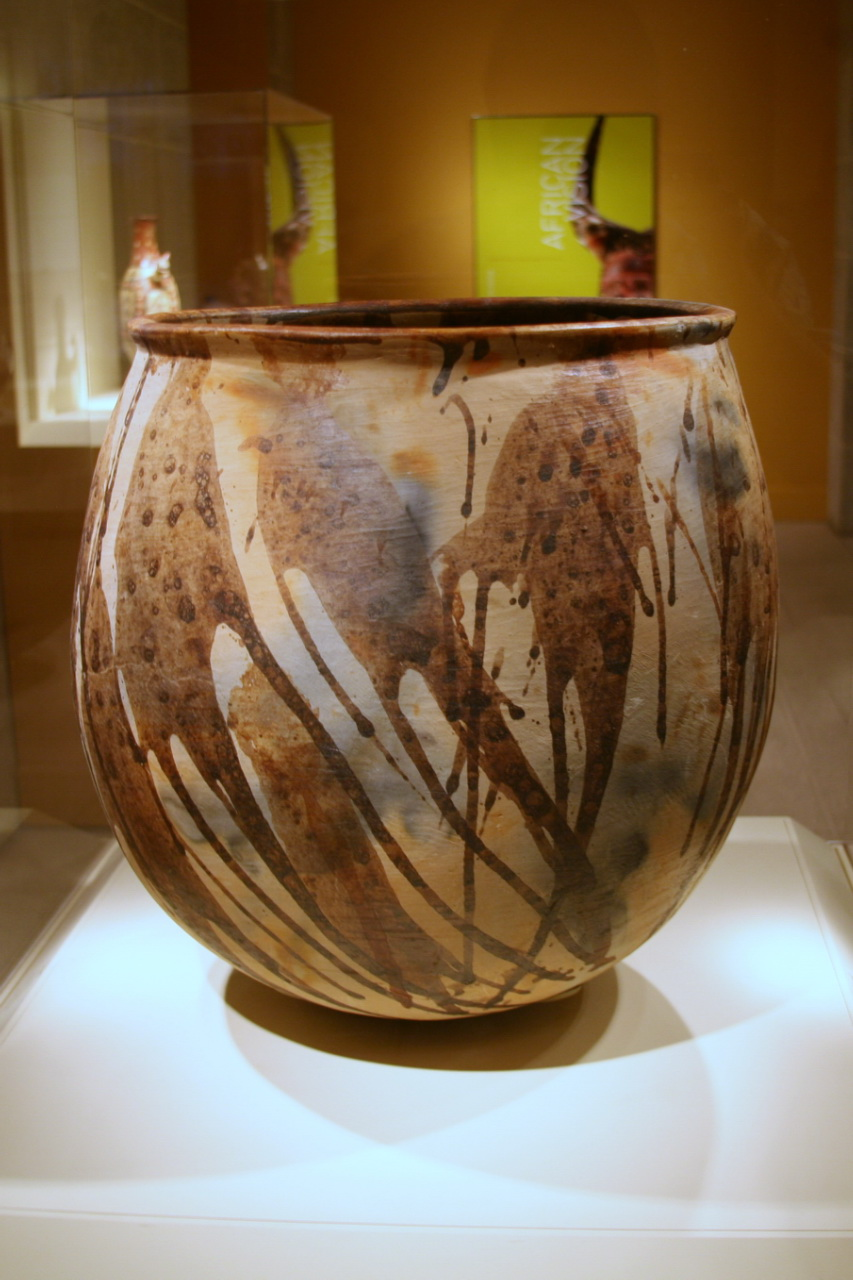
Poterie de la région de Lilongwe (musée national d'Art africain)

## Croissance de la population
La population des Chewas s'élève à 9 millions de personnes, ce qui en fait le groupe ethnique le plus important de la région. Son taux de fécondité est de 4,7, plus de deux fois supérieur au taux de remplacement de 2,1 (voir Démographie du Malawi.

## Personnalités notables
- Lazarus Chakwera
- Jessie Kabwila-Kapasula
- Hastings Kamuzu Banda
- Isabel Apawo Phiri